# Five Serpent's Teeth
Albums de Evile
Infected Nations
(2009)
Five Serpent's Teeth est le titre du troisième album du groupe de thrash metal britannique Evile. Sortie le 26 septembre 2011 sur Earache Records, cet album marque le premier travail du groupe sans leur bassiste historique Mike Alexander décédé en 2009 lors d'une première partie en tournée avec Amon Amarth, remplacé depuis par Joel Graham leur nouveau bassiste.

## Musiciens
- Matt Drake - Chant, Guitare
- Ol Drake - Guitare
- Joel Graham - Basse
- Ben Carter - Batterie

## Liste des morceaux
1. Five Serpent's Teeth
2. In Dreams of Terror
3. Cult
4. Eternal Empire
5. Xaraya
6. Origin of Oblivion
7. Centurion
8. In Memoriam
9. Descent into Madness
10. Long Live New Flesh